# Guyana op de Gemenebestspelen

Vlag van Guyana

Guyana is een van de landen die deelneemt aan de Gemenebestspelen (of Commonwealth Games). Sinds 1930 nam Guyana negentienmaal deel. Op deze negentien deelnames behaalde ze in totaal zestien medailles.

## Medailles
| Guyana op de Gemenebestspelen | Guyana op de Gemenebestspelen | Guyana op de Gemenebestspelen | Guyana op de Gemenebestspelen | Guyana op de Gemenebestspelen | Guyana op de Gemenebestspelen |
| ----------------------------- | ----------------------------- | ----------------------------- | ----------------------------- | ----------------------------- | ----------------------------- |
| Jaar                          | Goud                          | Zilver                        | Brons                         | Totaal                        | Rang                          |
| 1930                          | -                             | 1                             | 1                             | 2                             | 8                             |
| 1934                          | 1                             | -                             | -                             | 1                             | 7                             |
| 1938                          | -                             | 1                             | -                             | 1                             | 9                             |
| 1954                          | -                             | -                             | 1                             | 1                             | 17                            |
| 1958                          | -                             | 1                             | -                             | 1                             | 17                            |
| 1962                          | -                             | -                             | 1                             | 1                             | 17                            |
| 1966                          | -                             | 1                             | -                             | 1                             | 19                            |
| 1970                          | -                             | -                             | 1                             | 1                             | 22                            |
| 1978                          | 1                             | 1                             | 1                             | 3                             | 13                            |
| 1982                          | -                             | -                             | -                             | -                             | /                             |
| 1990                          | -                             | -                             | 1                             | 1                             | 28                            |
| 1994                          | -                             | -                             | -                             | -                             | /                             |
| 1998                          | -                             | -                             | -                             | -                             | /                             |
| 2002                          | 1                             | -                             | -                             | 1                             | 25                            |
| 2006                          | -                             | -                             | -                             | -                             | /                             |
| 2010                          | -                             | 1                             | -                             | 1                             | 34                            |
| 2014                          | -                             | -                             | -                             | -                             | /                             |
| 2018                          | 1                             | -                             | -                             | 1                             | 26                            |
| 2022                          | -                             | -                             | -                             | -                             | /                             |